# Kerk der Grieken (Barletta)

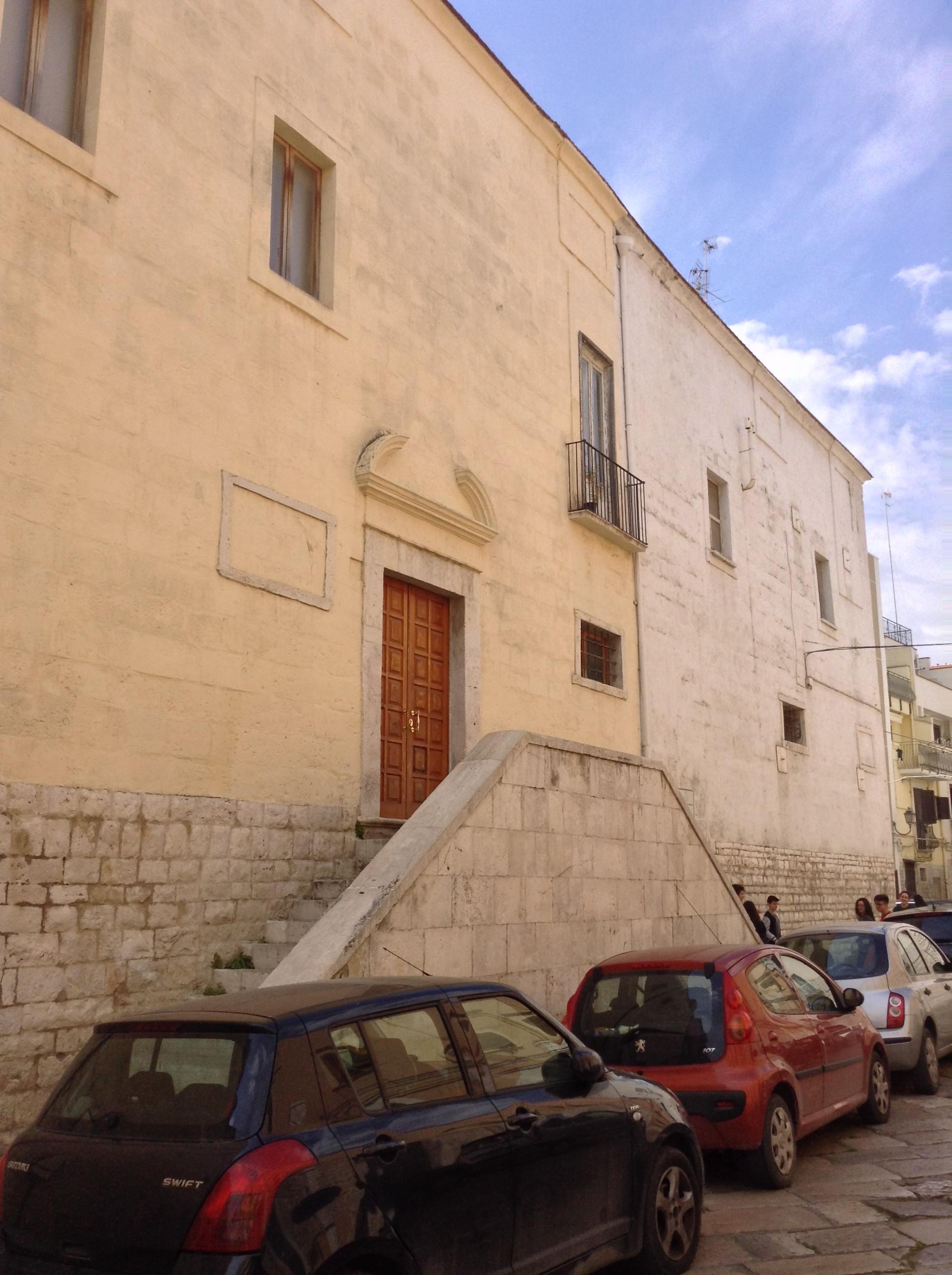
Kerk der Grieken in Barletta, Apulië

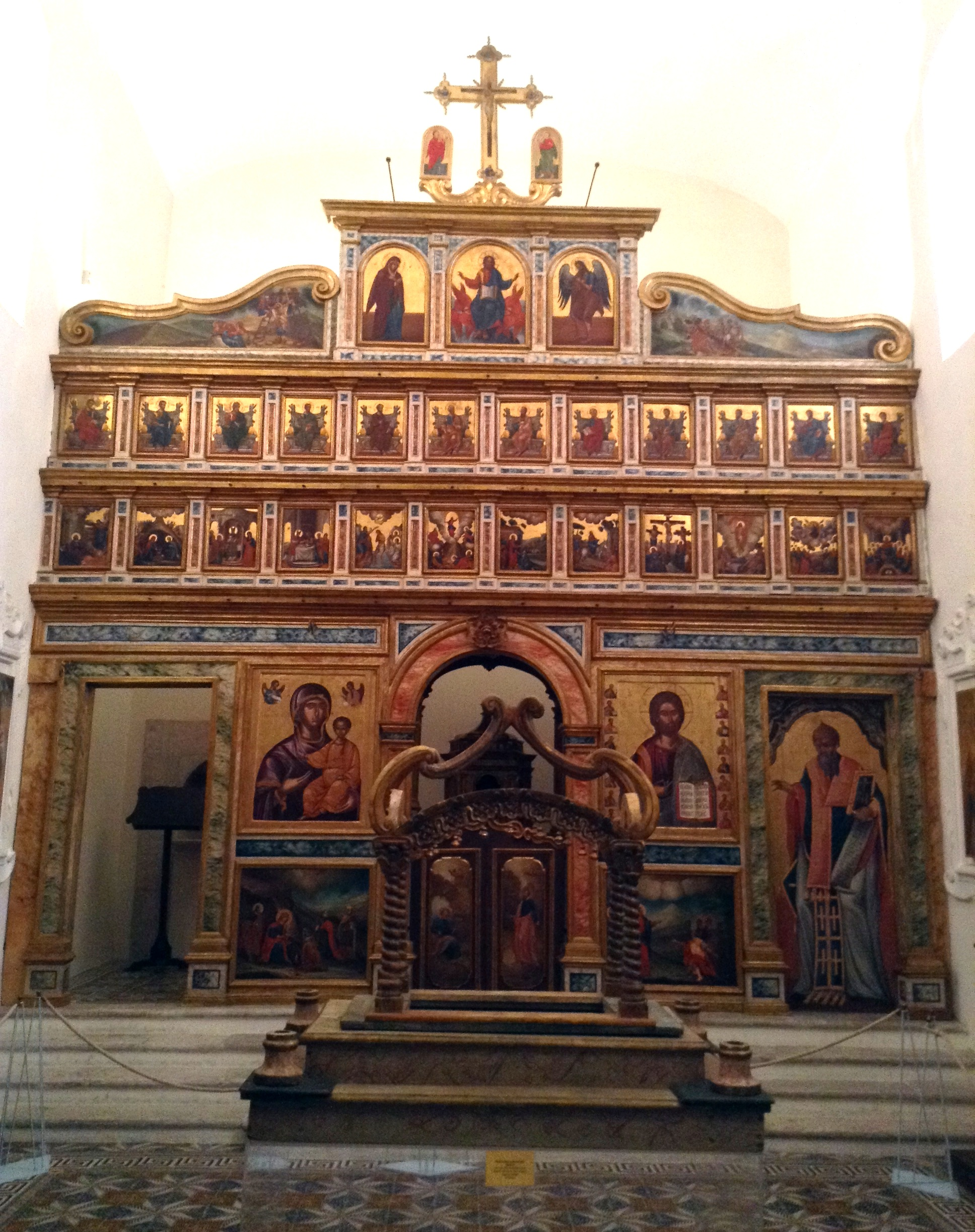
Iconostase

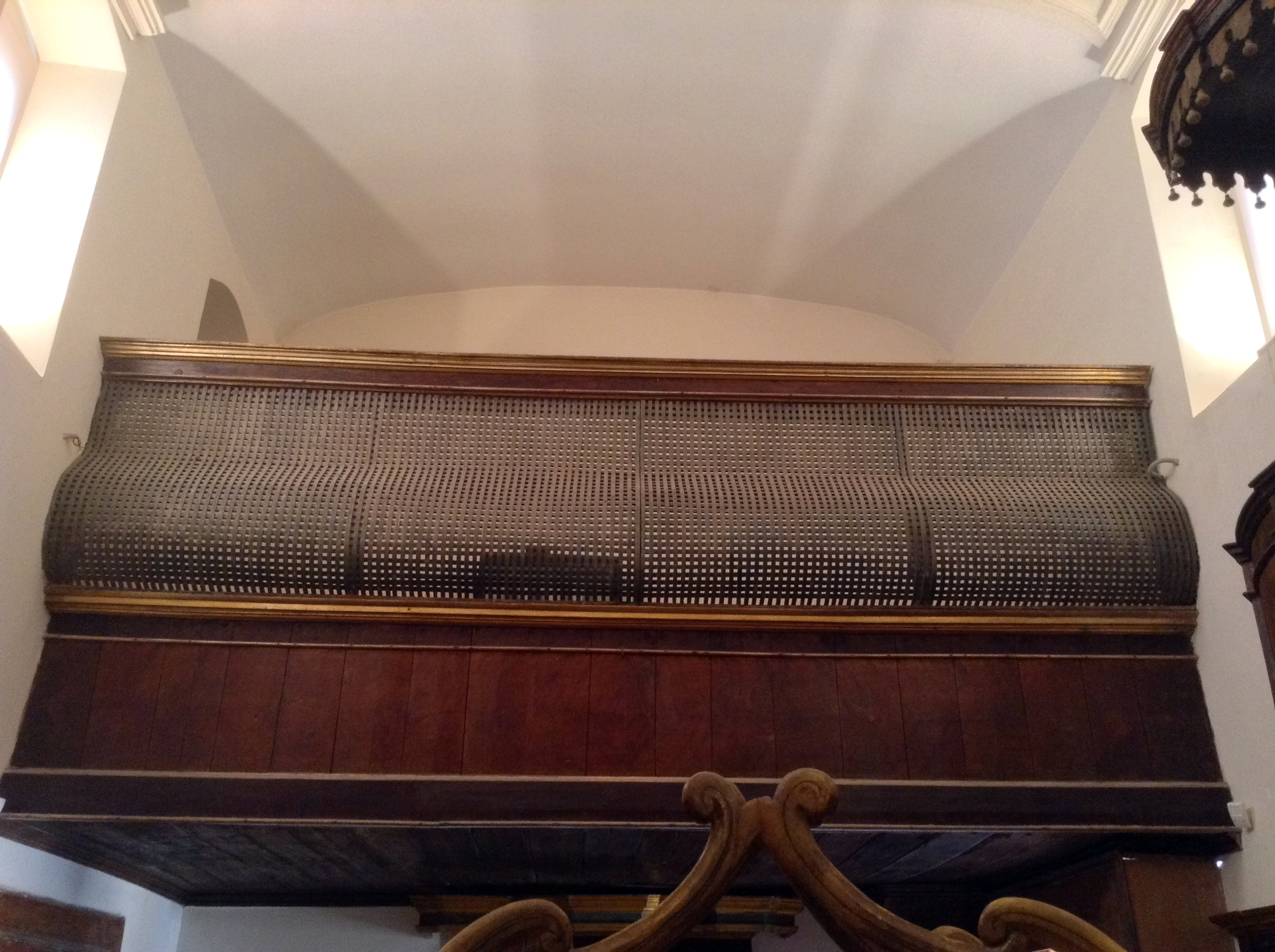
Galerij voor de vrouwelijke gelovigen

De Kerk der Grieken of chiesa dei Greci (14e eeuw) is een kerkgebouw in Barletta, een stad in het Zuid-Italiaanse Apulië. Het was in het verleden de parochiekerk van Grieks-orthodoxen die gevlucht waren voor het oprukkende Ottomaanse Rijk. 
Bij de stichting in de 14e eeuw had de kerk de naam Sancta Maria de Angelis. De kerk is gelegen aan de Via Madonna degli Angeli in het centrum van Barletta.
Het koorgestoelte, de preekstoel en een aalmoezenkast dateren uit de 18e eeuw. Uit de aalmoezenkast mochten mannelijke gelovigen voedsel halen tijdens de erediensten. Voor de vrouwelijke gelovigen was er een galerij in de nok van de kerk. Voor het altaar staat er een 10-meter hoge iconostase die de kerk zowat in twee delen snijdt; de iconostase bevat iconen daterend van de 16e tot 19e eeuw.

## Historiek

### Rooms-katholiek (14e eeuw – begin 16e eeuw)
In de 14e eeuw beval de aartsbisschop van Trani een kapel te bouwen, gewijd aan Maria der Engelen. De rooms-katholieke kapel was een onderdeel van het armenziekenhuis van de stad. 

### Grieks-orthodox (begin 16e eeuw – 1656)
Het Ottomaanse Rijk veroverde na de Val van Constantinopel (1453) Griekenland en de Balkan. Een aantal Grieken sloeg op de vlucht en strandde in Apulië, in Zuid-Italië. Dit was vooral duidelijk na de Val van Koroni in de Peloponnesos (1500). In Barletta werd de Griekse kolonie zo groot dat zij een eigen kerkgemeenschap vormde. Hiervoor herbouwden de Grieken de kapel van het teloor gegane ziekenhuis. Het kerkgebouw bevindt zich op de eerste verdieping die twee meter boven het straatniveau ligt; dit wil zeggen dat de gelovigen eerst een steile trap moeten nemen. In 1656 brak er een pestepidemie uit in Barletta. Grieken en ook andere inwoners werden gedecimeerd. Voor de Griekse kolonie betekende dit het einde van hun gemeenschap.

### Rooms-katholiek (1656 – 1789)
De rooms-katholieke kerk van Barletta nam het kerkgebouw in gebruik voor haar cultus. De geestelijkheid van de kathedraal van Barletta verzekerde de kerkdiensten.

### Grieks-orthodox (1789 – 1842)
In 1789 verkreeg de Grieks-orthodoxe gemeenschap de toestemming om de kerk der Grieken te gebruiken voor haar erediensten. De Griekse gemeenschap was aangegroeid in aantal. Onder politieke druk later moesten de Grieks-orthodoxen de kerk der Grieken afgeven (1842). Er heerste een sfeer van intolerantie jegens Grieks-orthodoxen ten tijde van het koninkrijk der Beide Siciliën. De Grieks-orthodoxen doken onder om hun erediensten in het geheim te houden.

### Grieks-katholiek (1842 – 1862)
De kleine Grieks-katholieke gemeenschap maakte gebruik van de kerk der Grieken, met steun van het stadsbestuur.

### Grieks-orthodox (1862 – circa 1900)
De Grieks-orthodoxe Kerk verkreeg toestemming om opnieuw kerkdiensten te verzorgen. Hiervoor betaalde zij 600 dukaten.
In de loop van de 20e eeuw geraakte de kerk der Grieken in onbruik voor erediensten.